# چ

الجيم المثلثة (چ) أو الچاء أو الجيم المهموسة حرف مضاف للأبجدية العربية، ولا يوجد الحرف في اللغة العربية الفصحى، إلا أنه يستعمل في العراق ومصر والكويت وبعض لهجات الخليج كـالبحرانية، حيث ترمز عمومًا لواحد من صوتين:
- في العراق ولهجات دول مجلس التعاون الخليجي الساحلية وبعض لهجات الشام حيث تتحول الكاف إلى نطق بين الجيم والشين، يُكتب للتقريب «تْش» (/tʃ/ بالأبجدية الصوتية الدولية)، وهو الصوت المقصود بالجيم المثلثة في كل من الأبجدية العثمانية والكردية والأوردية والفارسية والأذرية ومعظم الأبجديات الآسياوية المشتقة من العربية، تُسمى هذه الجيم الجيم المهموسة،[5] وفي العامية العراقية يُنطق هذا الحرف شمسيّاً، وبديلاً في بعض الكلمات عن الكاف (كان=چان) والشين (أشكل=أچقل بمعنى أحول) والسين (سقلب=چقلب) والجيم (أجلح=أچلح) والتاء (تيوب=چوب)، ويُكتب في الجرائد بالتاء والشين (چرجل=تشرشل)، وقد مقت هذا الحرف بعض علماء اللغة وسمّوه «الكاف القبيحة»[6]

## تش
قال ف. عبد الرحيم في كتابه (معجم الدخيل في اللغة العربية الحديثة ولهجاتها) "الجيم المهموسة: الجيم الفارسية المثلثة (ج) ، وهي قريبة من ch كما في بالإنجليزية كان هذا الصوت اللغوي مستعملًا في بعض اللهجات العربية القديمة، وكانت كاف المخاطبة تنطق هذا النطق. قال ابن دريد: إذا اضطر الذي هذه لغته قال: «جيدش» و «غلامش» (أي: جيدكِ، وغلامكِ) بين الجيم والشين لم يتهيأ له أن يفرده (جمهرة اللغة ١: ٦) اهـ. ولا تزال كاف المخاطبة تنطق هذا النطق في كثير من اللهجات العربية المعاصرة، منها لهجة الخليج. يكتب هذا الصوت في الكلمات الدخيلة بالجيم المثلثة في بعض اللهجات كاللهجتين العراقية، والكويتية. وكذلك يكتب في بعض لغات المسلمين كالفارسية والأردية. وحقيق به أن يستعمل في بقية البلاد العربية. إن استعمال حرفي التاء والشين لأداء هذا الصوت مأخوذ من اللغة الفرنسية التي تستعمل لهذا الغرض، ولئن كانت هذه الطريقة صالحة للغة الفرنسية إنها غير صالحة للغة العربية إذ تؤدي إلى البدء بالسكون في بعض الكلمات كما في «تشاد» و «تشيكوسلوفاكيا»، وإلى التقاء الساكنين في بعضها الآخر كما في «كراتشي».
- في مصر يرمز لصوت أكثر لينا من الجيم المعطشة يشبه النطق الفرنسي لكلمة «Je» (/ʒ/ بالأبجدية الصوتية الدولية)، مثلا چهينة أو چاك شيراك، وقد لا يفرق المصريون بين هذا الصوت وبين الجيم العربية الفصيحة ، إلا أنه صوت ثالث غير الجيم الأصلية وغير الجيم القاهرية أيضا، فهو أكثر نعومة، ويسمي البعض هذه الجيم الثالثة الجيم اللبنانية.[8]
- في بعض الكتب المنشورة في لبنان،[9] وأيضا في الكتابة المعتمدة لدى مجمع اللغة العربية في حيفا، ترمز إلى الجيم غير المعطشة.

## أمثلة

الجيم المثلثة في عبارة « دون جوان » - إعلان مصري قديم

## الكتابة
| الموقع من الكلمة: | معزول | بدائي | وسطي | نهائي |
| ----------------- | ----- | ----- | ---- | ----- |
| شكل الحرف:        | چ     | چـ    | ـچـ  | ـچ    |